# Тома Гранфил
Тома Гранфил (Вршац, 31. август 1913 – Београд, 11. март 1995) био је учесник Народноослободилачке борбе и друштевно-политички радник СР Србије, САП Војводине и СФРЈ.

## Биографија
Рођен је 31. августа 1913. у Вршцу, у породици Подунавских Шваба. Гиманзију је завршио у Великој Кикинди, а студије права на Правном факултету у Београду 1936. године. Као адвокатски приправник радио је у канцеларији свога оца у Кикинди. Године 1940. отишао је на одлужење војног рока у Југословенску војску, током кога је завршио Школу резервних официра.
Учествовао је у Априлском рату 1941. године. Још у предратном периоду, а посебно током студија, спријатељио се са припадницима омладинског и студентског револуционарног покрета и постао симпатизер тада илегалне Комунистичке партије Југославије (КПЈ). Након окупације, 1941. активно се укључио у Народноослободилачки покрет (НОП) и био примљен у чланство КПЈ.
Као политички радник деловао је на терену средњег и северног Баната и боравио у Бечкереку, а у децембру 1942. прешао је у Срем, где се прикључио партизанима. Тада је постао члан Среског комитета КПЈ за Шид, а марта 1943. постављен је за секретара Среског комитета КПЈ за Жупању. Након ослобођења Баната, октобра 1944. постављен је за члана руководства Среског и Окружног комитета КПЈ за северни Банат, а био је и секретар Окружног Народноослободилачког одбора за северни Банат. Демобилисан је у чину мајора ЈА.
Године 1945. поставен је за секретара Главног народноослободилачког одбора Војводине, односно Скупштине АП Војводине. Потом је радио као повереник трговине и снабдевања Главног и Извршног одбора АП Војводине. Године 1945. изабран је народног посланика Народне скупштине НР Србије, а током 1948. и 1949. био је помоћник министра трговине и снабдевања у Влади НР Србије, а од 1951. директор Главне управе за државне набавке и генерални директор Централне народне банке за НР Србију, од 1953. године. Банкарску каријеру наставио је као генерални директор Југословенске банке за спољну трговину, од 1957. до 1965. године. У јесен 1956. на позив Удружења младих новинара Мађарске отпутовао је у посету Будимпешти, као дописник омладинског листа Младост и стицајем околности био сведок антисовјетске побуне у Будимпешти, као и интервенције Совјетске војске.
Потом је од 1965. до 1967. вршио дужност потпредседника Извршног већа Скупштине СР Србије, а од 1967. до 1971. био је члан Савезног извршног већа (СИВ). Током овог периода, бавио се економским и спорно-политичким пословима. Од стране председника СИВ Митје Рибичича именован је за одгворног за односе са Европском економском заједницом (ЕЕЗ). Године 1968. предложио је успостављање званичних дипломатских односа са Заједницом, а међу државама чланицама ЕЕЗ, идентификовао је Италију као најближег партнера СФРЈ. Марта 1970. био је југословенски представник током преговора о првом трговинском споразуму између Југославије и Заједнице. Залагао се за економско приближавање Југославије Европској економској заједници, инсистирајући на политичкој и постепеној природи овог односа. Учествовао је 1968. у преговорима са Вилијем Брантом у вези са обновом дипмолатских односа између СФРЈ и Западне Немачке.
Дипломатску службу започео је као амбасадор у Бриселу при Европској заједници, а од 1971. до 1975. био је амбасадор СФРЈ у Сједињеним Америчким Државама. Потом се поново вратио еконско-привредним пословима и обављао дужности директора Фонда за кредитирање и осигурање извозних послова и председника Пословног одбора Југословенске банке за привредну сарадњу, до пензионисања јуна 1983. године. На Петом конгрес СКС 1965. биран је за члана Централног комитета Савеза комуниста Србије, а био је и члан Главног одбора Социјалистичког савеза радног народа (ССРН) Србије. Биран је за посланика Народне скупштине ФНРЈ и за посланика Друштвено-политичког већа Савезне скупштине.
Умро је 12. марта 1995. у Београду, а сахрањен је на Новом гробљу.
Носилац је Партизанске споменице 1941. и других југословенских одликовања, међу којима су — Орден југословенске заставе са лентом, Орден заслуга за народ првог и другог реда, Орден рада првог реда, Орден Републике са златним венцем, Орден братства и јединства другог реда и др.